# Майский район (Павлодарская область)
Майский район (каз. Май ауданы) — район Павлодарской области. Образован в 1939 году. Площадь района — 18,1 тысяч кв. км.

## Физико-географическая характеристика

### Географическое положение
С юга и востока граничит с Восточно-Казахстанской областью, с юго-запада — Карагандинской областью, с запада — Баянаульским районом и сельской зоной города Аксу, с севера отделён рекой Иртыш от Лебяжинского района.

### Климат
Климат района резко континентальный. Средняя температура января −15º-17ºС., июля +20º+22ºС. Годовое количество атмосферных осадков составляет 200—250 мм.

### Рельеф и гидрография
Рельеф территории района в основном холмисто-равнинный, на юге, юго-востоке — мелкосопочный.
По территории района протекают реки Иртыш, Тундик, Ащысу, имеются озёра Карасор, Алкамерген, Жанатуз, Акбота, Шакпактуз, Улькентуз.
Район богат полезными ископаемыми. Имеются залежи каменного угля, по своему качеству близкого к антрациту, естественных строительных материалов, в том числе огнеупорной и красной глины, мрамора, известняка, охры.

### Флора и фауна
Север района занят типчаково-ковыльными сухими степями на каштановых почвах, а южная часть района занята полынно-ковыльными опустыненными степями на солонцах и каштановых почвах. На территории района растут: полынь, ковыль, типчак, осока, камыш, тальник.
Обитают: волк, лисица, корсак, суслик, хомяк.

## Население

### Этнический состав
Национальный состав (на начало 2019 года):
- казахи — 8906 чел. (85,81 %)
- русские — 848 чел. (8,17 %)
- немцы — 174 чел. (1,68 %)
- украинцы — 118 чел. (1,14 %)
- татары — 116 чел. (1,12 %)
- чеченцы — 39 чел. (0,38 %)
- белорусы — 47 чел. (0,45 %)
- другие — 131 чел. (1,26 %)
- Всего — 10 379 чел. (100,00 %)

### Динамика численности
Численность населения в 1999 году — 16,9 тысяч человек, в 2012 году — 11,974 тысяч человек.

## История
Район образован Указом Президиума Верховного Совета Казахской ССР от 16 октября 1939 года в составе двух сельсоветов, выделенных из Баянаульского района, шести сельсоветов, выделенных из Бескарагайского района, и части территории Жалтырского сельсовета Кагановического района с центром в селе Майское.
На основании Указа Президиума Верховного Совета Казахской ССР от 2 января 1963 года Майский район ликвидирован, а его территория вошла в состав Ермаковского и Баянаульского районов. Указом Президиума Верховного Совета Казахской ССР от 31 декабря 1964 года он вновь образован с центром в селе Белогорье (с 1992 года — Коктобе).
В соответствии с законом Республики Казахстан от 18 декабря 1992 года «О социальной защите граждан, пострадавших вследствие ядерных испытаний на Семипалатинском испытательном ядерном полигоне» сёла Акжарского и Молдарского сельсоветов Майского района отнесены к зоне чрезвычайного радиационного риска, сам же Майский район отнесён к зоне максимального радиационного риска.

## Административно-территориальное деление
На территории района 11 сельских округов: Коктобинский, Акжарский, Акшиманский, Баскольский, Кентубекский, Казанский, Каратерекский, Майский, Майтубекский, Малайсаринский, Сатинский.
1. Коктобинский сельский округ
2. Акжарский сельский округ
3. Акшиманский сельский округ
4. Баскольский сельский округ
5. Кентубекский сельский округ
6. Казанский сельский округ
7. Каратерекский сельский округ
8. Майский сельский округ
9. Майтубекский сельский округ
10. Малайсаринский сельский округ
11. Сатинский сельский округ

## Экономика

### Сельское хозяйство
Сельскохозяйственная специализация района: отгонное овцеводство, мясное скотоводство, табунное коневодство. Выращивается пшеница, просо, гречиха, фуражные культуры, подсолнечник, производится мелкое кожсырьё.
Основное направление хозяйства района — животноводческое. Наличие огромных массивов ковыльно-типчаковых кормовых угодий определило ведущее значение овцеводства в животноводческом хозяйстве района.
Производством сельскохозяйственной продукции занимаются одно сельское хозяйство, 75 крестьянских хозяйств и 3432 личных подворья. В районе имеется 2 пекарни, 2 мельницы, 1 макаронный цех, 3 цеха по производству подсолнечного масла, 1 по переработке кожсырья.

## Социальная сфера

### Образование и наука
В районе действует 7 дошкольных организаций, 14 средних общеобразовательных учреждений и 1 профессиональная школа.

### Здравоохранение
В районе находится Майская центральная районная больница и «Майская противотуберкулезная больница» на 15 коек.

### Культура
В районе находятся недвижимые памятники культуры и искусства:
- Памятник трудовой славы, а/м. Урал-ЗИС-355 на постаменте 1981 г., с. Коктобе
- Памятник трудовой славы, трактор С-80 на постаменте 1976 г., с. Кызыл Курма

Издаются районные газеты «Шамшырак» (с 1930), «Маяк» (с 1955).